# 大卫·罗德里格斯
大卫·罗德里格斯上将（英語：David M. Rodriguez，11954年5月23日—），美國陸軍上將退役，曾任美國非洲司令部司令。此前，他担任美国陆军部队司令部司令。2013年4月5日接替卡特·哈姆任现职。

## 简历
大卫·罗德里格斯是土生土长的宾夕法尼亚西切斯特人，1976年从西点毕业，获得军官委任。
罗德里格斯曾在多个部队担任过指挥官，包括美国陆军部队司令部司令、第82空降师师长、第82空降师2旅旅长、第101空降师502团2营营长，并在第1装甲师第75游骑兵团当过连长。
罗德里格斯也有丰富的战场经历：89年-90年正当防卫作战行动中，在第18空降军担任G- 3计划参谋；1990年至1991年 ，沙漠盾牌行动和沙漠风暴行动中，在第82空降师505团1营担任作战参谋；2002至2003年，担任第4步兵师副师长;2005年，多国师西北区司令；2006年，伊拉克多国部队司令特别助理；2007至2008年，82联合特遣队司令；驻阿富汗国际维和部队联合司令部司令，兼任驻阿美军副总司令。
罗德里格斯拥有美国海军战争学院的国家安全战略研究文学硕士学位，美国陆军指挥参谋学院的军事艺术和科学硕士学位。